# Église Saint-Sulpice de Ry
L'église Saint-Sulpice est une église catholique située dans la commune de Ry, en France.

## Localisation
L'église est située à Ry, commune du département français de la Seine-Maritime.

## Historique
L'édifice actuel est daté du XIIe siècle et XIXe siècle.
Les transepts sont du XIVe siècle et la nef est refaite au XVIIe siècle. L'église est restaurée au XVIIIe siècle et la flèche est refaite le siècle suivant.
L'édifice est classé au titre des monuments historiques le 21 mars 1910.

## Description

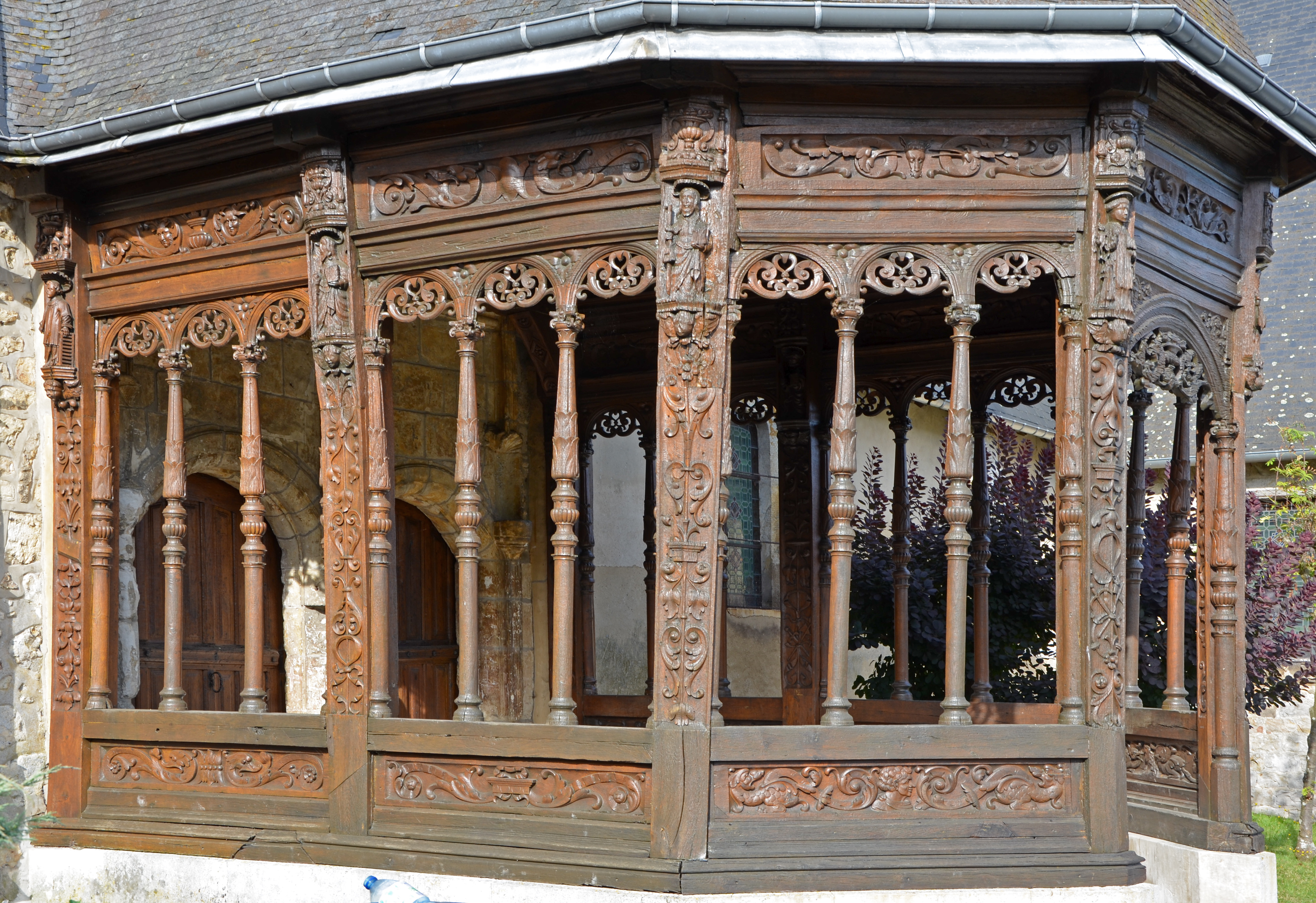
Vue du porche Renaissance.

L'église comporte une tour centrale du XIIe siècle et un porche en bois du XVIe siècle possédant trois pans et une voûte en carène. Le porche comporte des représentations de saints et apôtres, ainsi qu'une représentation d'un personnage agenouillé, peut-être le donateur.
L'édifice possède une statue de sainte Avie et une autre de saint Sulpice du début du XVIe siècle. Une chaire à prêcher sculptée du XVIIIe siècle est également présente.
Est présent aussi un retable comportant trois tableaux dont une Résurrection d'après Michel-Hubert Descours.